# Lak (Sárköz)
Lak egy falu volt a középkorban a Sárközben. 

## Elhelyezkedése
A források szerint Sárpilistől délnyugatra, a Sárpilis-várdombi közút déli oldalán volt, a Sárközben. A régészeti leletek szerint a falu területe kiterjedt az 1950-es években épített gépállomás területére is. Valószínűleg itt kereshetjük Mindenszentek tiszteletére szentelt templomát is, mely 1351-ben „pontosan a falu közepén” állt és amelyet felosztottak a pereskedők között. 

## Története
Csánki Dezső az 1381. évi oklevél mellett még három 15. századi említését sorolja fel 1419, 1450 és 1478-ból. Annyit jegyez meg még, hogy 1419-ben Horogszegi Garázda Miklós tulajdonában volt Lak, mely „a Pilis és Báttaszék közti vidéken a Sárvíz mentén feküdt Kesztölc felé.” 1451-ben egy oklevél említi a település plébánosát, Istvánt. A bátai apátságnak „az Sárvíz felén felső Baranyában”, azaz délkelet Tolnában lévő birtokait felmérő 1535-ös összeírás szerint Lak falu Kesztölcön „alól” található. Ekkor tehát lakott hely, annak ellenére, hogy Kesztölc felőli határa közvetlenül a hadiút közelében lévén nyilván ugyanúgy megsínylette a török hadak vonulását mint a többi falu. Túlélte a Sárköz 1528. évi felperzselését  és a rákövetkező évet is, amikor a falvak népe a közelgő török hadak elől elmenekült a Duna túlsó oldalára és a kalocsai prépost Budán kelt levele szerint a lakosság kevés vagyonát kocsira, hajóra rakva sírva menekült addigi lakóhelyéről.
Az 1535 utáni néhány évről nincs Lakkal kapcsolatos adatunk. Csak 1558-ban bukkan fel ismét a Horváth Márk által újonnan elfoglalt javak jegyzékén, mint a pécsi káptalanhoz tartozó, de az „egyezség” szerint Szigetvárnak fizető falu. Megtudjuk azt is, hogy az egyezség szerint 16 aranyforintot kellett fizetniük a várnak. Ebből a nevezett évben bírájuk Forys Gáspár lerótt 8 forint 40 dénárt és hátralékban maradt 7 forint 60 dénárral. Az újonnan „meghódított” azaz adózás alá vont települések első befizetését megosztották a meghódítást végzők és a vár között. Pl. Nyirzó esetében az egyezség szerinti 24 forint fele-fele arányban oszlott meg , míg Aszivágy (Sziács) falu befizetése 12 forint : 5 forint arányú volt a katonák javára. Laknál pedig a teljes befizetés a meghódítóé lett, a várnak csupán a majdan befizetésre kerülő hátralék maradt.  Ettől kezdve Lak is a kettős adóztatás prése alá került. Egy év múlva a pécsi püspökséghez és káptalanhoz tartozó falvak regesztrumában 2 portával, azaz kb. 30 személlyel jegyezték fel.
Ugyanezeket erősíti meg Tooth Mihály bíró 1561-ben vallomásában, azaz elmondja, hogy 1558-ban 16 forintot fizettek a várnak és 20 dénár hozzáadásával 2 porta után fizettek királyi rovásadót. Vallomása idején 4 jobbágytelek és 3 puszta telek volt. Három év múltán, 1564-ben már csak 1 porta adózót vettek fel a jegyzékre, változatlanul a pécsi káptalanhoz tartozóként. A török jegyzékekben összesen két esetben tűnik fel Lak neve. Szigetvár eleste után tizenkét esztendővel, 1580-ban szerepel a szekszárdi szandzsák adóösszeírásában mint 8 kapuval adózó helység. Majd a III. Murád uralkodásának időszakában az 1574-1595 közötti években készült tímár javadalom jegyzékben tűnik fel ismét, mint halketted és haltized adójával a kincstárnak 200 akcsét (400 denárt) jövedelmező helység. Ebből egyben az is kiderül, hogy Lak a többi dombokalji és belső sárközi faluval és várossal egyetemben a szultáni hass birtokok közé tartozott, ami azt jelenti, hogy a felvételkor a jobban jövedelmező helységek közé sorolták. Érdekes azonban, hogy míg a szomszédos Kesztölc, Pilis, Kürt (Kürtös) már a szekszárdi szandzsák 1565-66. évi hass-birtok jegyzékén is szerepel, addig Lak nevével itt találkozunk először a kincstári javak listáján. Ennek oka lehetett az is, hogy 1564 után talán ideiglenesen elnéptelenedett a falu és csak valamikor a hetvenes, nyolcvanas években települt újra.
Annak időpontját, hogy mikor néptelenedett el teljesen, nem tudjuk. 1590-91-ben még 6 családfőt írtak össze adózóként.
Talán a tizenöt éves háború csatározásai és az azzal járó hadmozgások, talán más események hatására történt. Mindenesetre nem volt egyedül sorsával, hiszen a környékbeli valaha jómódú mezővárosok sorsa is  ez idő tájt pecsételődött meg, némelyiké véglegesen. Lak immár puszta állapotáról ismét egy birtokjegyzékből értesülünk. A bátai apátság birtokait összeíró Deczi János ispán ugyanis 1627-ben felsorolta  az apátság javait Bátától kiindulva északi irányba haladva a Sárköz területén Asszonyfalváig, majd külön „Borda András bizonyságából” a dombok közötti helységeket. Itt az szerepel, hogy „Lak e mellett még Decz felül mintegy puskalövésnyire merő puszta”.
A falu 1627-ben feljegyzett puszta állapota úgy tűnt véglegessé vált és ugyanerre a sorsra jutott a közeli környék jó néhány kisebb települése is. Erre utal az 1669 decemberében Pozsonyban tartott tanúkihallgatás jegyzőkönyve is, mely szerint a bátai apátság birtokát képező falvak közül addigra már Nána és Lak mellett az 1627-ben még rácok által lakott Nyíró, valamint Szomfova (a későbbi Asszonyfalva), Kövesd és Újfalu is pusztává lett.